# Jules de Goncourt
Jules de Goncourt (ur. 17 grudnia 1830 w Paryżu jako Jules Alfred Huot de Goncourt, zm. 20 czerwca 1870 w Auteuil) – francuski pisarz, tworzący wspólnie z bratem Edmondem. Obaj wnieśli znaczący wkład w rozwój powieści naturalistycznej oraz krytyki sztuki. Przeszli do historii dzięki wspólnie napisanemu, wielotomowemu dziełu Journal: Mémoires de la vie littéraire. W 1867 roku Jules de Goncourt użył terminu „japonaiserie” („japońszczyzna”) na określenie wpływu sztuki japońskiej na europejską.

## Życiorys
Jules Alfred Huot de Goncourt urodził się jako syn Marc-Pierre’a Huota de Goncourt (1787-1834) i Annette-Cécile Guérin (de Goncourt) (zm. 1848). Miał starszego brata Edmonda. Rodzinne bogactwo sprawiło, iż obaj bracia prowadzili beztroski tryb życia poszukując w nim przyjemności i poświęcając czas na pisanie i działalność artystyczną. Jules opublikował zbiór akwafort. Zgromadził kolekcję XVIII-wiecznej sztuki, głównie rysunków i pasteli, które nie były popularne w tym czasie. Bracia zdobyli na początku rozgłos jako dziennikarze uprawiający krytykę sztuki. W 1851 roku obaj rozpoczęli pisanie dziennika, będącego kroniką ich działalności artystycznej, który kontynuowali przez całe życie. W 1852 roku zostali aresztowani z powodu zacytowania w jednym ze swoich artykułów erotyzującej poezji renesansowej. W tym samym roku Jules nabył album rycin japońskich, dzięki któremu rozbudził społeczne zainteresowanie sztuką orientalną, a szczególnie japońską. Również w tym samym roku zaprzestał pisania recenzji na temat sztuki. W 1855 wspólnie z bratem zajęli krytyczne stanowisko wobec akademizmu, opowiadając się za malarstwem nowoczesnym. Publikowali od czasu do czasu eseje o XVIII-wiecznych artystach. Po 1856 roku opublikowali te eseje, zebrane w fascykułach zatytułowanych L’Art du XVIIIe siècle (ostatecznie do 1875 roku ukazało się 12 fascykułów). Zbiór ten pozostaje ich najważniejszą książką. Zilustrowana przez Jules’a (dwa fascykuły przez Edmonda), książka ta przyczyniła się do ożywienia zainteresowania sztuką rokoka oraz metodami pracy XVIII-wiecznych artystów francuskich. Bracia pisali również powieści w utrzymane duchu realizmu, z których najważniejszą pozostaje Herminia Lacerteux (1864). W 1867 roku ustanowili Nagrodę Goncourtów (prix Goncourt). Jako krytycy sztuki skupiali swoją uwagę na szkole z Barbizon. Jules de Goncourt zmarł na udar mózgu (spowodowany przez syfilis) mając niespełna 40 lat. Edmond kontynuował pisanie książek na temat sztuki, w tym japońskich artystów, aż do swojej śmierci w 1896 roku.

## Twórczość

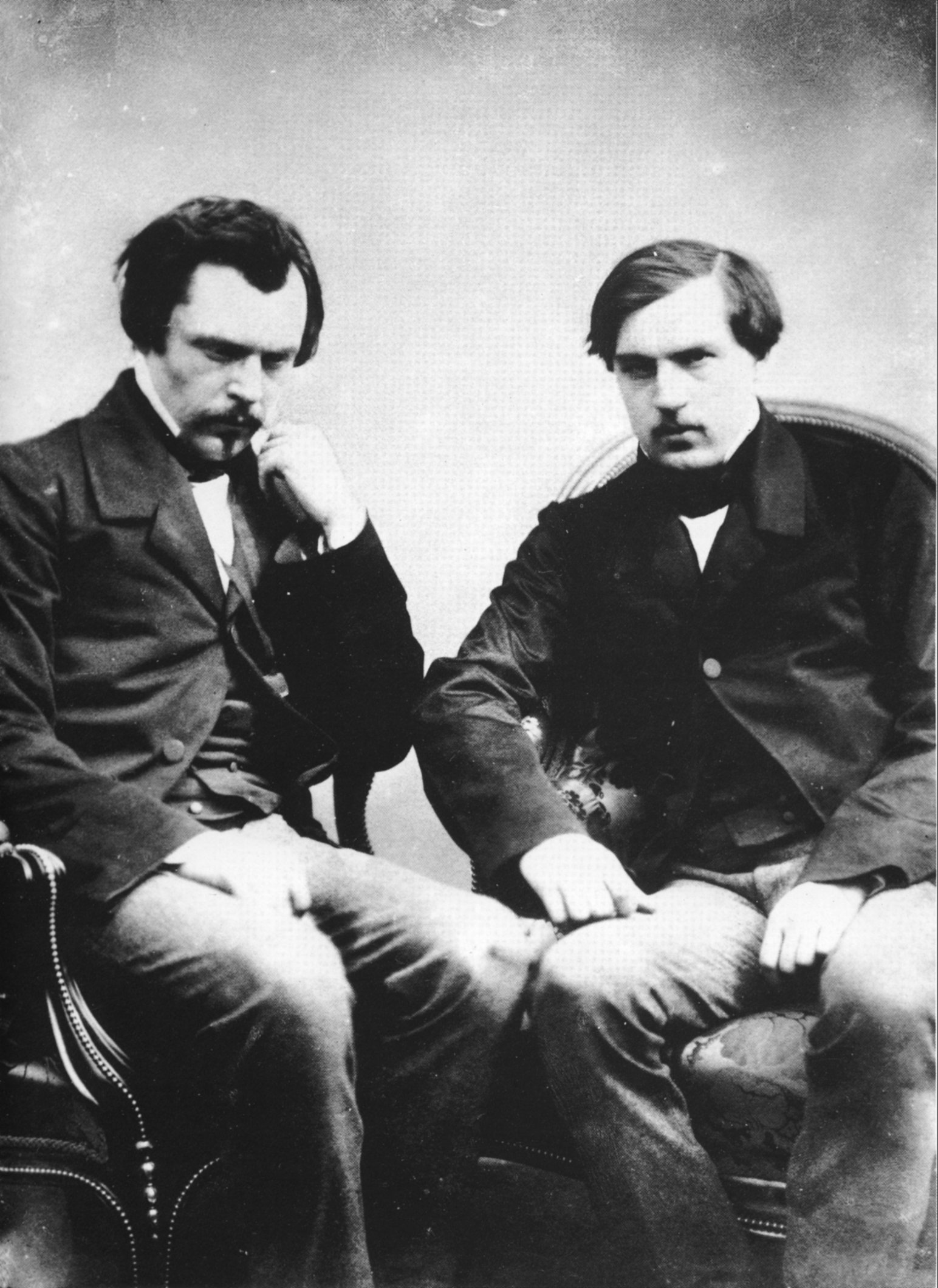
Bracia Edmond i Jules de Goncourt na fotografii wykonanej przez Nadara

Journal (Dziennik) stanowi ważne, podstawowe źródło do poznania paryskiego życia literackiego i artystycznego. Zdolność Goncourtów do połączenia ich wiedzy na temat życia artystycznego z atrakcyjnym dziennikarstwem, historią społeczeństwa i publicystyką sprawiło, iż ich dzieło wywarło znaczący wpływ na francuski gust artystyczny II połowy XIX wieku. W innej swojej pracy na temat historii sztuki, L’Art du XVIIIe siècle (Sztuka XVIII wieku), połączyli wrażliwość historyków sztuki, krytyków i artystów. Praca ta, w której najbardziej widoczny jest ich styl, charakteryzujący się zarówno umyślnie inwertowaną gramatyką i składnią, jak i improwizowanym słownictwem wywarła duży wpływ na twórczość poetów i powieściopisarzy II połowy XIX wieku jak Paul Verlaine i Émile Zola.

### Dzieła napisane wspólnie z bratem Edmondem
- Journal: Mémoires de la vie littéraire (1851–1870; kontynuowany po jego śmierci przez brata Edmonda),
- Histoire de la société française pendant la Révolution (1854),
- Histoire de la société française pendant le Directoire (1855),
- Histoire de Marie-Antoinette (1858),
- L’Art du XVIIIe siècle (1859–1975; w latach 1859–1870 wspólnie z bratem),
- Les Hommes de lettres (1860; z tytułem zmienionym później na Charles Demailly),
- Sœur Philomène (1861),
- Femme au XVIIIe siècle (1862)
- Renée Mauperin (1864),
- Germinie Lacerteux (1864),
- Manette Salomon (1867)
- Madame Gervaisais (1869)[4]